# Římskokatolická farnost Dub nad Moravou
Římskokatolická farnost Dub nad Moravou je územní společenství římských katolíků s farním kostelem Očišťování Panny Marie v děkanátu Olomouc.

## Historie farnosti
První písemná zmínka o obci pochází z roku 1141, kdy je připomínána v majetku biskupského kostela v Olomouci.
Farní kostel Očišťování Panny Marie je monumentální barokní stavba z let 1736–1756. Chrám vysvětil v roce 1756 děkan chrámu Augustin Klíčník. V roce 1853 se zřítila klenba, kterou v roce 1860 nahradila nynější.

## Duchovní správci
V letech 1980 až 2002 byl v Dubu farářem Cyril Vrbík, který byl přímo na faře zavražděn. K lednu 2019 je farářem PhDr. ThLic. Lic.SL Jan Kornek.

## Bohoslužby
| Kostel                        | Místo           | Bohoslužba (den)                          | Hodina                              | Poznámka     |
| ----------------------------- | --------------- | ----------------------------------------- | ----------------------------------- | ------------ |
| kostel Očišťování Panny Marie | Dub nad Moravou | neděle pondělí úterý čtvrtek pátek sobota | 9.00 17.00 (zima)/18.00 (léto) 7.30 | farní kostel |

## Aktivity ve farnosti
Farnost zrealizovala v letech 2011 – 2012 projekt "Víceúčelové hřiště – hrajeme si v městysi". Hřiště se nachází v těsné blízkosti kostela (na východní straně).
V červnu 2016 byl vysvěcen na trvalého jáhna farník František Hodinka.
V listopadu 2018 ve farnosti uděloval svátost biřmování biskup Josef Nuzík.